# Veronika (skladba, Raiven)
»Veronika« je pesem slovenske pevke Raiven. Pesem je izšla in bila prvič predstavljena 20. januarja 2024. RTV Slovenija je 12. decembra 2023 sporočila, da bo Raiven z njo zastopala Slovenijo na Pesmi Evrovizije 2024 v Malmöju.

## Pesem Evrovizije
Raiven je nastopila v prvem polfinalu, kjer je zasedla 9. mesto s 51 točkami in se uvrstila v finale v katerem je končala na 23. mestu s 27 točkami.

## Lestvice
| Lestvica (2024) | Najvišje mesto |
| --------------- | -------------- |
| Litva (AGATA)   | 72             |